# Eliot Spizzirri
Eliot Spizzirri (Stamford, 23 de diciembre de 2001) es un tenista profesional estadounidense.

## Trayectoria
Squire jugó dos temporadas de tenis universitario para Universidad de Texas en Austin y se convirtió en el jugador del año tanto en 2023 como en 2024.Hizo su debut en el cuadro principal del ATP Tour en el Torneo de Newport 2024 donde recibió una Wild Card, aunque perdió ante Aleksandar Vukic en la segunda ronda.

## Títulos ATP Challenger (4; 1+3)
| Leyenda             | Individuales | Dobles |
| ------------------- | ------------ | ------ |
| ATP Challenger Tour | 1            | 3      |

### Individuales (1)
| N.º | Fecha              | Torneo    | Superficie | Oponente en la final | Resultado     |
| --- | ------------------ | --------- | ---------- | -------------------- | ------------- |
| 1.  | 2 de marzo de 2025 | San Diego | Dura       | Mackenzie McDonald   | 6-4, 2-6, 6-4 |

### Dobles (3)
| Nr. | Fecha               | Torneo    | Superficie | Pareja         | Finalistas                       | Resultado Final        |
| --- | ------------------- | --------- | ---------- | -------------- | -------------------------------- | ---------------------- |
| 1.  | 6 de agosto de 2023 | Lexington | Dura       | Tyler Zink     | George Goldhoff Vasil Kirkov     | 4-6, 6-3, [10-8]       |
| 2.  | 4 de enero de 2025  | Canberra  | Dura       | Ryan Seggerman | Pierre-Hugues Herbert Jérôme Kym | 1-6, 7-5, [10-5]       |
| 3.  | 1 de marzo de 2025  | San Diego | Dura       | Tyler Zink     | Juan José Bianchi Noah Zamora    | 6-7(3), 7-5(4), [10-8] |